# Distrito de Puños
El distrito de Puños es uno de los once que conforman la provincia de Huamalíes, ubicada en el departamento de Huánuco en el centro del Perú.
Desde el punto de vista jerárquico de la Iglesia católica forma parte de la Diócesis de Huánuco, sufragánea de la Arquidiócesis de Huancayo.

## Toponimia
Puños, deriva de la palabra Quechua PUYNO O PHUÑO, que significa CÁNTARO PEQUEÑO DE BARRO. Porque, los primeros habitantes se despeñaban como alfareros hábiles que fabricaban variados utensilios.

## Historia
En la relación del Virrey Enríquez, en 1583 Puños figuraba como integrante del Repartimiento de Ichoca Guanuco. En 1595 año en que fue visitado por Santo Toribio de Mogrovejo, Puños fue un anexo de la doctrina de Llata. Por el año 1780 juntamente con el actual distrito miraflores, dependía del Curacato de Llata. en un principio el distrito de puños fue conocido como "Santa Rosa de Puños". Al ser elevado a la categoría de distrito con sus respectivos anexos, se le separó de la jurisdicción de Llata. 
La fecha de creación de este distrito es el 7 de octubre de 1942, por Ley N.º 9622. Dada en el primer gobierno del Presidente Manuel Prado Ugarteche.

## Geografía
Tiene una superficie de 101,75 km² y una población de 5 mil 025 habitantes  (Fuentes:  INEI-2005) dedicados en su mayoría a la agricultura.
está enclavado en la parte suroeste de la provincia de Huamalies
limita por norte con los distritos de Punchao y Miraflores, por el sur con el distrito de Llata, por el este con el distrito de Jacas Grande, por el oeste con la provincia de Huari (Ancash).

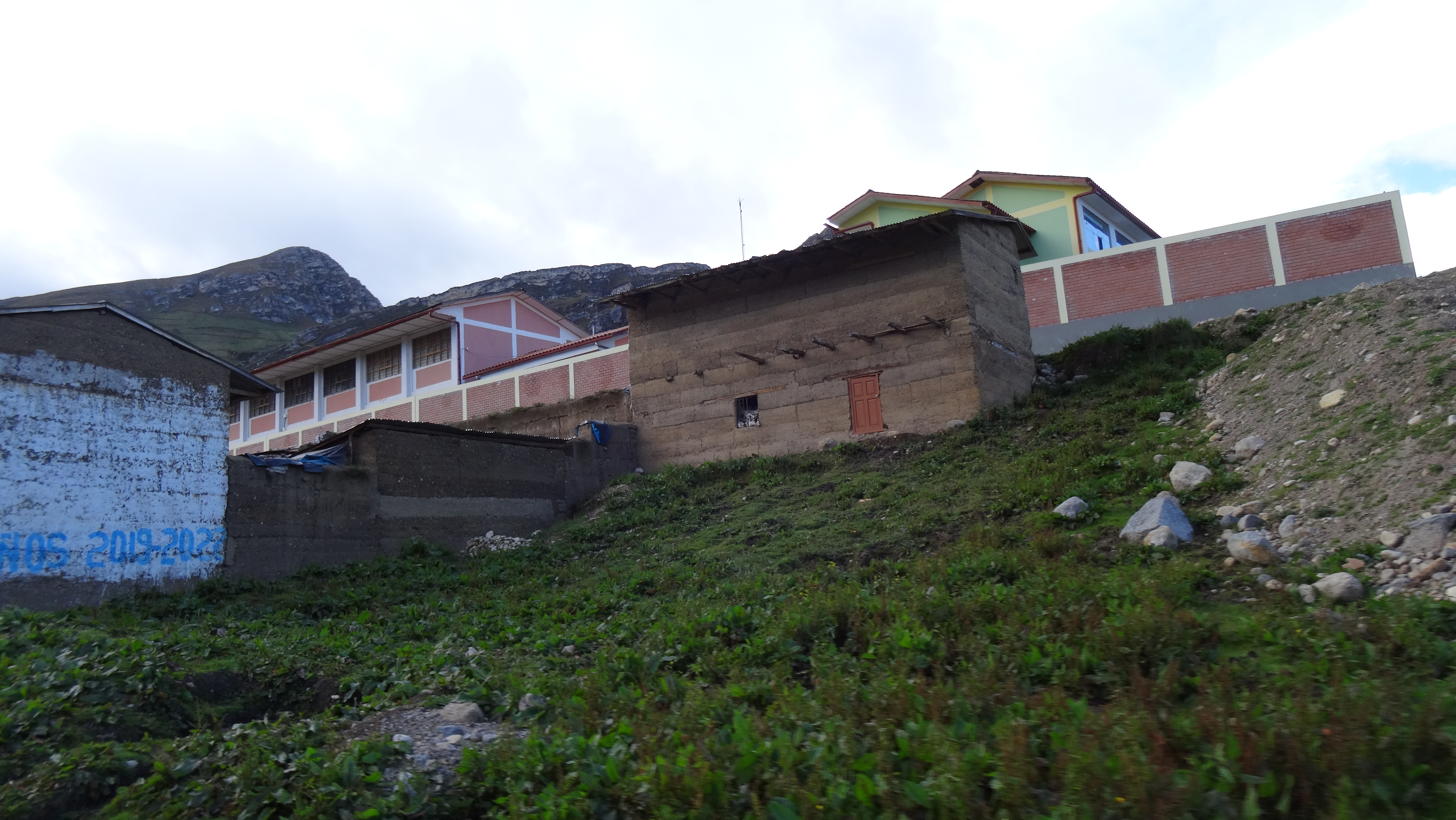
Vista del C.P. de Poque.

PRINCIPALES PUEBLOS
- Bellabamba
- Illahuasi
- Buenos Aires
- Huamachacra
- Nueva Esperanza
- Niño Jesús
- Poque
- Pumacahua
- Rahua
- Santa Rosa
- San Juan de Querosh
- San Mateo
- Llaype
- Carhuanccho

## Autoridades

### Municipales
- 2019 - 2022[3]
  - Alcalde: Arturo Modesto Urbe Sabrera, de Avanzada Regional Independiente Unidos por Huanuco.
  - Regidores:

  1. Paulino Caqui Inga (Avanzada Regional Independiente Unidos por Huanuco)
  2. Constantino Julio Claudio Huanca (Avanzada Regional Independiente Unidos por Huánuco)
  3. Rocío Jimena Padilla Caqui (Avanzada Regional Independiente Unidos por Huánuco)
  4. Samuel Fermín Chaupis Guerra (Avanzada Regional Independiente Unidos por Huánuco)
  5. Wisten Calixto Ramos (Acción Popular)

Alcaldes anteriores
- 2015 - 2018: Nilson Pablo Roque, del Movimiento Integración Descentralista (MIDE)
- 2011 - 2014: Victoriano Carhuapoma Serna, del Partido Democrático Somos Perú (SP).
- 2007 - 2010: Casimiro Rosales Caqui, del Movimiento Dignidad Puñosina.

### Policiales
- Comisario:  PNP.

## Atractivos turísticos
En su capital, el poblado de Puños, ubicado a 3733 m s. n. m. destaca su Iglesia Matriz "San Francisco de Asís" de la época colonial, data de 1540 de la época de los incanatos, en los dominios de Inca Pachacutec.
-Cachi (Salinas)

## Galería
- Wikimedia Commons alberga una categoría multimedia sobre Distrito de Puños.